# Championnat d'Andorre de football
Le championnat d'Andorre de football est une compétition annuelle de football disputée entre clubs andorrans.
Cette compétition est actuellement connue sous le nom de Primera Divisió et a été créée en 1995.

## Histoire

### Les débuts
Avant 1995, les meilleurs clubs de la principauté évoluaient dans le championnat espagnol mais la création de la fédération en 1994 a entrainé celle d'une compétition nationale s'ajoutant à la coupe de la Constitution qui existait déjà depuis trois saisons. Cependant, le FC Andorre, qui était le club le plus réputé de la principauté, a refusé d'entrer dans ce championnat et a continué d'évoluer dans le championnat ibérique.
Durant les quatre premières saisons, la forme de la compétition était celle d'un championnat classique allant de dix à douze équipes selon les saisons. Le FC Encamp a été le premier champion de l'histoire d'Andorre et a été suivi par une période de domination du CE Principat trois fois champion entre 1996 et 1999.
C'est également durant cette période que l'UEFA a intégré pour la première fois un club andorran dans les compétitions européennes (Coupe UEFA 1997-1998).

### Les années 2000
En 1999, la fédération décide de changer le format de la compétition due à l'instabilité de certains clubs. La Divisió 1A passe alors à seulement huit clubs, le Constelació Esportiva est le premier champion de cette nouvelle formule, mais sera exclu de toute compétition nationale durant sept ans à la suite d'une affaire de redistribution de l'argent touché lors de sa participation à la Coupe UEFA.
La saison suivante afin d'augmenter le nombre de matchs joués dans la saison, la fédération a décidé de diviser le championnat en deux phases, c'est cette nouvelle formule qui a été gardée jusqu'à aujourd'hui.
Durant les huit dernières saisons, il n'y a guère eu de place pour la concurrence tant l'UE Sant Julià et le FC Santa Coloma ont dominé la compétition (6 titres sur 9 à eux deux). Seul le FC Encamp en 2002 puis le FC Ranger's en 2006 et 2007 ont réussi à les devancer mais n'ont pas tenu sur la durée, relégation pour le premier en 2005 et pour le deuxième en 2009.
Au niveau européen, les clubs andorrans ont réussi à se faire une petite place, ainsi dès 2001 une place en Coupe Intertoto leur a été attribuée en supplément de celle déjà acquise en Coupe UEFA, puis lors de la saison 2006-2007, l'UEFA a donné une troisième place en coupe d'Europe à la fédération andorrane permettant ainsi au champion de participer au tour préliminaire de la Ligue des champions et au vainqueur de la coupe de la Constitution de récupérer la place en Ligue Europa.

## Format de la compétition

### Première phase
Les 10 équipes s'affrontent lors d'une série de matchs aller-retour s'étalant sur 21 journées.
Les cinques premiers au terme de ces matchs sont qualifiés pour le groupe des champions, les cinques derniers pour le groupe de relégation.

### Deuxième phase
Dans chaque groupe, les équipes s'affrontent lors d'une série de matchs aller-retour s'étalant sur 6 journées.
Le titre est attribué au premier du groupe des champions.
L'avant-dernier du groupe de relégation affronte le deuxième de Segunda Divisió pour ne pas descendre. Le dernier du groupe est relégué en Segunda Divisió.

### Qualifications européennes
Le champion est qualifié pour le premier tour de qualification de la Ligue des champions.
Le vainqueur de la coupe d'Andorre ainsi que le deuxième du championnat sont qualifiés pour le premier tour de qualification de la Ligue Conférence.

## Palmarès

### Historique
| Édition | Saison    | Champion                    | Pts | Dauphin               | Pts | Troisième               | Pts | Meilleur(s) buteur(s)                                        | Buts |
| ------- | --------- | --------------------------- | --- | --------------------- | --- | ----------------------- | --- | ------------------------------------------------------------ | ---- |
| 1re     | 1995/1996 | FC Encamp                   | 47  | CE Principat          | 45  | FC Santa Coloma         | 42  | -                                                            | -    |
| 2e      | 1996/1997 | CE Principat                | 61  | FC Andorra Veterans   | 59  | FC Encamp               | 41  | Patricio González (CE Principat)                             | 25   |
| 3e      | 1997/1998 | CE Principat (2)            | 56  | FC Santa Coloma       | 55  | FC Encamp               | 38  | Rafael Sánchez (FC Santa Coloma)                             | 36   |
| 4e      | 1998/1999 | CE Principat (3)            | 62  | FC Santa Coloma       | 54  | FC Encamp               | 43  | -                                                            | -    |
| 5e      | 1999/2000 | Constel·lació Esportiva     | 36  | FC Santa Coloma       | 28  | Inter Club d'Escaldes   | 20  | -                                                            | -    |
| 6e      | 2000/2001 | FC Santa Coloma             | 24  | UE Sant Julià         | 22  | Inter Club d'Escaldes   | 12  | -                                                            | -    |
| 7e      | 2001/2002 | FC Encamp (2)               | 44  | UE Sant Julià         | 43  | FC Santa Coloma         | 42  | -                                                            | -    |
| 8e      | 2002/2003 | FC Santa Coloma (2)         | 49  | FC Encamp             | 48  | UE Sant Julià           | 38  | -                                                            | -    |
| 9e      | 2003/2004 | FC Santa Coloma (3)         | 45  | UE Sant Julià         | 43  | FC Ranger's             | 34  | Jorge Filipe Sa Silva (UE Sant Julià)                        | 16   |
| 10e     | 2004/2005 | UE Sant Julià               | 54  | FC Ranger's           | 51  | FC Santa Coloma         | 37  | -                                                            | -    |
| 11e     | 2005/2006 | FC Ranger's                 | 51  | UE Sant Julià         | 39  | FC Santa Coloma         | 36  | -                                                            | -    |
| 12e     | 2006/2007 | FC Ranger's (2)             | 53  | FC Santa Coloma       | 44  | UE Sant Julià           | 34  | Norberto Urbani (FC Ranger's) Joan Toscano (FC Santa Coloma) | 14   |
| 13e     | 2007/2008 | FC Santa Coloma (4)         | 47  | UE Sant Julià         | 41  | FC Ranger's             | 40  | -                                                            | -    |
| 14e     | 2008/2009 | UE Sant Julià (2)           | 50  | FC Santa Coloma       | 48  | CE Principat            | 31  | Norberto Urbani (FC Ranger's)                                | 22   |
| 15e     | 2009/2010 | FC Santa Coloma (5)         | 46  | UE Santa Coloma       | 43  | UE Sant Julià           | 41  | Gabi Riera (UE Sant Julià)                                   | 19   |
| 16e     | 2010/2011 | FC Santa Coloma (6)         | 47  | UE Sant Julià         | 43  | FC Lusitanos            | 38  | Víctor Bernat Cuadros (UE Santa Coloma)                      | 16   |
| 17e     | 2011/2012 | FC Lusitanos                | 40  | FC Santa Coloma       | 38  | UE Santa Coloma         | 37  | Víctor Bernat Cuadros (UE Santa Coloma)                      | 14   |
| 18e     | 2012/2013 | FC Lusitanos (2)            | 44  | FC Santa Coloma       | 39  | UE Santa Coloma         | 37  | Bruninho (FC Lusitanos)                                      | 17   |
| 19e     | 2013/2014 | FC Santa Coloma (7)         | 42  | UE Santa Coloma       | 39  | UE Sant Julià           | 38  | Luis Miguel dos Reis (FC Lusitanos)                          | 13   |
| 20e     | 2014/2015 | FC Santa Coloma (8)         | 42  | FC Lusitanos          | 39  | UE Santa Coloma         | 38  | Cristian Martínez Alejo (FC Santa Coloma)                    | 22   |
| 21e     | 2015/2016 | FC Santa Coloma (9)         | 47  | FC Lusitanos          | 39  | UE Sant Julià           | 32  | Víctor Bernat Cuadros (UE Santa Coloma)                      | 12   |
| 22e     | 2016/2017 | FC Santa Coloma (10)        | 60  | UE Sant Julià         | 50  | UE Santa Coloma         | 48  | Víctor Bernat Cuadros (UE Santa Coloma)                      | 18   |
| 23e     | 2017/2018 | FC Santa Coloma (11)        | 58  | UE Engordany          | 55  | UE Sant Julià           | 48  | Chus Sosa (FC Santa Coloma)                                  | 14   |
| 24e     | 2018/2019 | FC Santa Coloma (12)        | 54  | UE Sant Julià         | 53  | Inter Club d'Escaldes   | 51  | Nicolás Medina Ríos (FC Lusitanos)                           | 10   |
| 25e     | 2019/2020 | Inter Club d'Escaldes (1)   | 52  | FC Santa Coloma       | 51  | UE Engordany            | 39  | Genís Soldevila (Inter d'Escaldes)                           | 16   |
| 26e     | 2020/2021 | Inter Club d'Escaldes (2)   | 39  | UE Sant Julià         | 34  | FC Santa Coloma         | 32  | Guillaume Lopez (UE Engordany)                               | 16   |
| 27e     | 2021/2022 | Inter Club d'Escaldes (3)   | 50  | UE Santa Coloma       | 47  | UE Sant Julià           | 46  | Guillaume Lopez (UE Engordany)                               | 21   |
| 28e     | 2022/2023 | Atlètic Club d'Escaldes (1) | 63  | Inter Club d'Escaldes | 61  | FC Santa Coloma         | 53  | Guillaume Lopez (Atlètic Club d'Escaldes)                    | 15   |
| 29e     | 2023/2024 | UE Santa Coloma (1)         | 66  | Inter Club d'Escaldes | 63  | Atlètic Club d'Escaldes | 60  | Domi Berlanga (Inter d'Escaldes)                             | 18   |
| 30e     | 2024/2025 | Inter Club d'Escaldes (4)   | 62  | FC Santa Coloma       | 55  | Atlètic Club d'Escaldes | 52  | Guillaume Lopez (Inter d'Escaldes)                           | 20   |

## Bilan
| Rang | Clubs                   | Titres | Années                                                                 |
| ---- | ----------------------- | ------ | ---------------------------------------------------------------------- |
| 1    | FC Santa Coloma         | 12     | 2001, 2003, 2004, 2008, 2010, 2011, 2014, 2015, 2016, 2017, 2018, 2019 |
| 2    | Inter Club d'Escaldes   | 4      | 2020, 2021, 2022, 2025                                                 |
| 3    | CE Principat            | 3      | 1997, 1998, 1999                                                       |
| 4    | FC Encamp               | 2      | 1996, 2002                                                             |
| 4    | FC Ranger's             | 2      | 2006, 2007                                                             |
| 4    | UE Sant Julià           | 2      | 2005, 2009                                                             |
| 4    | FC Lusitanos            | 2      | 2012, 2013                                                             |
| 8    | Constel·lació Esportiva | 1      | 2000                                                                   |
| 8    | Atlètic Club d'Escaldes | 1      | 2023                                                                   |
| 8    | UE Santa Coloma         | 1      | 2024                                                                   |

Une étoile pour 10 titres
| Rang | Clubs                   | Titres | Années                 |
| ---- | ----------------------- | ------ | ---------------------- |
| 1    | FC Santa Coloma         | 4      | 2001, 2003, 2004, 2018 |
| 2    | CE Principat            | 3      | 1997, 1998, 1999       |
| 3    | Inter Club d'Escaldes   | 2      | 2020, 2025             |
| 4    | Constel·lació Esportiva | 1      | 2000                   |

## Statistiques
- Plus grand nombre de titres consécutifs : Le FC Santa Coloma a remporté 5 fois le titre de 2014 à 2018.

## Compétitions européennes

### Classement du championnat
Le tableau ci-dessous récapitule le classement d'Andorre au coefficient UEFA depuis 1998. Ce coefficient par nation est utilisé pour attribuer à chaque pays un nombre de places pour les compétitions européennes ainsi que les tours auxquels les clubs doivent entrer dans la compétition.
| 1998 | 1999 | 2000 | 2001 | 2002 | 2003 | 2004 | 2005 | 2006 | 2007 | 2008 | 2009 | 2010 | 2011 | 2012 | 2013 | 2014 | 2015 | 2016 | 2017 | 2018 | 2019 | 2020 | 2021 | 2022 | 2023 | 2024 | 2025 |
| ---- | ---- | ---- | ---- | ---- | ---- | ---- | ---- | ---- | ---- | ---- | ---- | ---- | ---- | ---- | ---- | ---- | ---- | ---- | ---- | ---- | ---- | ---- | ---- | ---- | ---- | ---- | ---- |
| 49   | 50   | 50   | 50   | 50   | 52   | 52   | 51   | 52   | 52   | 52   | 51   | 51   | 52   | 52   | 53   | 53   | 52   | 53   | 53   | 53   | 54   | 54   | 54   | 54   | 53   | 51   | 53   |

Le tableau suivant affiche le coefficient actuel du championnat andorran.
| Rang | Pays              | 2020-2021 | 2021-2022 | 2022-2023 | 2023-2024 | 2024-2025 | Coefficient |
| ---- | ----------------- | --------- | --------- | --------- | --------- | --------- | ----------- |
| 51   | Macédoine du Nord | 1,750     | 0,625     | 1,625     | 1,500     | 0,666     | 6,166       |
| 52   | Biélorussie       | 1,500     | 0,250     | 0,625     | 1,750     | 1,875     | 6,000       |
| 53   | Andorre           | 1,500     | 0,666     | 0,833     | 1,666     | 1,000     | 5,498       |
| 54   | Gibraltar         | 1,666     | 1,250     | 0,875     | 0,166     | 1,500     | 5,457       |
| 55   | Saint-Marin       | 0,500     | 0,166     | 0,833     | 0,333     | 0,666     | 2,498       |

### Coefficient UEFA des clubs
| Rang | Club                    | 2020-2021 | 2021-2022 | 2022-2023 | 2023-2024 | 2024-2025 | Coefficient |
| ---- | ----------------------- | --------- | --------- | --------- | --------- | --------- | ----------- |
| 201  | Inter Club d'Escaldes   | 1,500     | 1,500     | 1,500     | 1,500     | 1,500     | 7,500       |
| 329  | FC Santa Coloma         | 0,500     | 1,500     | -         | 2,000     | -         | 4,000       |
| 339  | UE Santa Coloma         | -         | -         | 1,000     | -         | 2,500     | 3,500       |
| 344  | Atlètic Club d'Escaldes | -         | -         | 1,000     | 1,500     | 1,000     | 3,500       |